# Algirdas

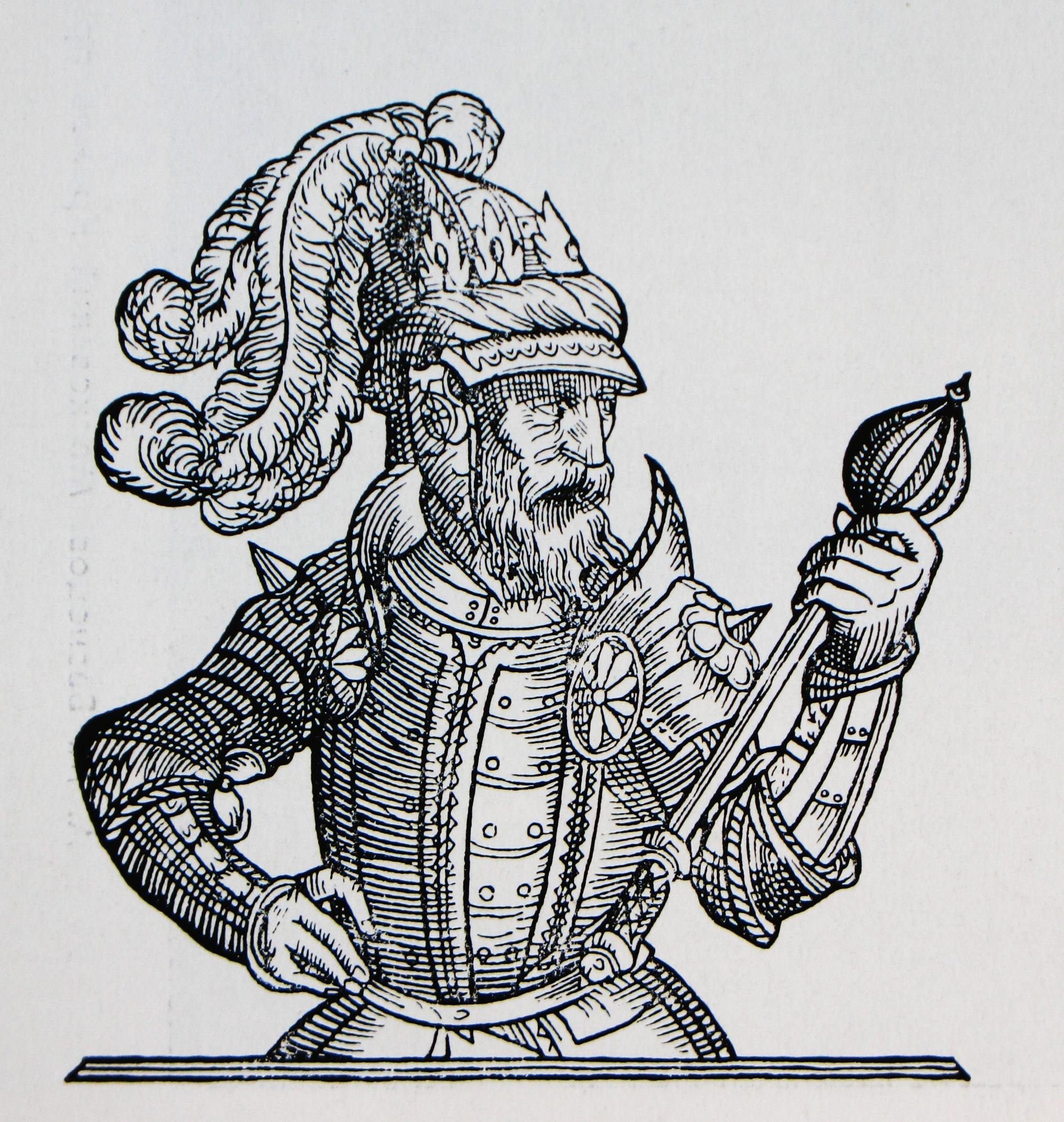
Darstellung Algirdas des Chronisten Alexander Guagnini

Siegel des litauischen Großfürsten Algirdas in ruthenisch „Ольгер печатьки (Siegel des Olger)“

Algirdas (polnisch Olgierd belarussisch Альгерд deutsch Olgerdt; * 1296 oder 1304; † 24. Mai 1377) war als Sohn des Gediminas ab 1345 Großfürst von Litauen.

## Leben
Ursprünglich war er nur ein Teilerbe seines Vaters. Er entmachtete aber seinen jüngeren Bruder, den Großfürsten Jaunutis in Wilna. Dabei arbeitete er mit einem anderen Bruder, Kęstutis, zusammen, der die Grenze zum Deutschen Orden verteidigte und ebenfalls mit Jaunutis Herrschaft unzufrieden war. Für den Rest seines Lebens blieb die Zusammenarbeit erhalten.
Algirdas dehnte die Grenze seines Staates auf Kosten der ruthenischen Fürstentümer und ihrer Oberherren, der zerfallenden Goldenen Horde aus. 1362 schlug er drei Tartarenfürsten in der Schlacht an den Blauen Wassern am Bug und fügte Kiew endgültig seinen Besitzungen hinzu. Damit erstreckte sich sein Staatsgebiet im Westen über Wolhynien, im Süden über Kiew und im Osten bis zur Grenze des Großfürstentums Moskau. Algirdas führte auch drei Kriege gegen den emporstrebenden Moskauer Großfürsten Dmitri Donskoi, die zweimal erst vor der Kremlfestung endeten.
Algirdas’ politisches Programm lag in der Vereinigung der Fürstentümer der früheren Kiewer Rus unter seiner Führung.
Im Krieg gegen den Deutschen Orden war er weniger erfolgreich. 1348 wurden die Litauer an der Streva schwer geschlagen und auch die Folgezeit brachte keine Erleichterung, 1362 zerstörte ein Ordensheer die Burg von Kaunas. Ein von Algirdas und Kęstutis geführtes Invasionsheer erlitt 1370 in der Schlacht bei Rudau unweit Königsbergs eine schwere Niederlage.
Algirdas Nachfolger wurde sein Sohn Jogaila, der sich in schweren Kämpfen gegen seinen Onkel Kęstutis durchsetzte.

## Nachkommen
Algirdas war in erster Ehe mit Maria von Witebsk (bis 1346) und in zweiter Ehe mit Uljana von Twer (1350–1377) verheiratet. Aus den Ehen gingen zahlreiche Söhne und Töchter hervor.
Die Reihenfolge der Kinder ist nicht immer klar.
Als Söhne sind bekannt

von Maria
- Andrej (1325–1399), Fürst von Polozk (1342–1387), Herrscher von Pskow (1342–1348), Regent von Nowgorod (1394)
- Dmitrij (1327–1399). Fürst von Brjansk (1356–1379, 1388–1399), Perejaslawl-Rjasan (1379–1388)
- Konstantin (?–vor 1390), Fürst von Tschartorysk
- Wladimir (?–ab 1398), Fürst von Witebsk (bis 1367), Kiew (1362/67–1394), Kopyl, Słuck
- Fiodoras, (?–ab 1394), Fürst von Rylsk (1379–?), Ratno (1377/87–1394), Brjansk (1393)

von Uljana
- Skirgaila (um 1354–1394), Fürst von Witebsk (um 1373–1381), Trakai (1382–1392), Polozk (1387–1394), Kiew (1394), Regent im Großfürstentum Litauen (1386–1392)
- Dmitrij Korybut (um 1355–vor 1404), Fürst von Nowgorod-Sewerskij (1386–1392/93)
- Lengvenis (um 1356–ab 1431), Fürst von Mstislawl (1390–1431), Regent von Nowgorod (1389–1392)
- Jogaila (um 1362–1434), Großfürst von Litauen (1377–1381, 1382–1392), König von Polen (1386–1434)
- Karigaila (um 1364/67–1390), Fürst von Mstislawl
- Minigaila (um 1365/68–1382)
- Vygantas (um 1372–1392), Fürst von Kernavė
- Švitrigaila (um 1373–1452), Großfürst von Litauen (1430–1432), Fürst von Wolhynien (1437–1452)

Töchter
- Fiedora, Ehefrau von Swjatoslaw von Karatschew
- unbekannt (?–nach 1370), Ehefrau von Fürst Iwan Nowosilski
- Agrippina (ab 1342–1393), Ehefrau von Boris von Susdal
- Kenna (um 1350–1368), Ehefrau von Kasimir IV. von Pommern-Słupsk
- Euphrosina (um 1352–1405/06), Ehefrau von Großfürst Oleg von Rjasan
- Helen (um 1357/60–1438), Ehefrau von Wladimir Chrobry
- Maria (um 1363–?), Ehefrau von Vaidila und Dawid von Gorodez
- Wilheida (Katharina) (um 1369/74–1422), Ehefrau von Johann II. von Mecklenburg-Stargard
- Alexandra (um 1368/70–1434), Ehefrau von Siemovit IV. von Masowien
- Jadwiga (um 1375–nach 1407), Ehefrau von Jan III. von Oświęcim